# خوشواش
خوشواش ، روستایی است از توابع بخش مرکزی شهرستان آمل در استان مازندران ایران. ارتفاع این روستا از سطح دریا۲۷۵۰ متر میباشد.

## جمعیت
این روستا در دهستان بالاخیابان لیتکوه قرار داشته و براساس آخرین سرشماری مرکز آمار ایران که در سال ۱۳۸۵ صورت گرفته، جمعیت آن ۲۷ نفر (۵۰ خانوار) بوده‌است.